# Флайборд

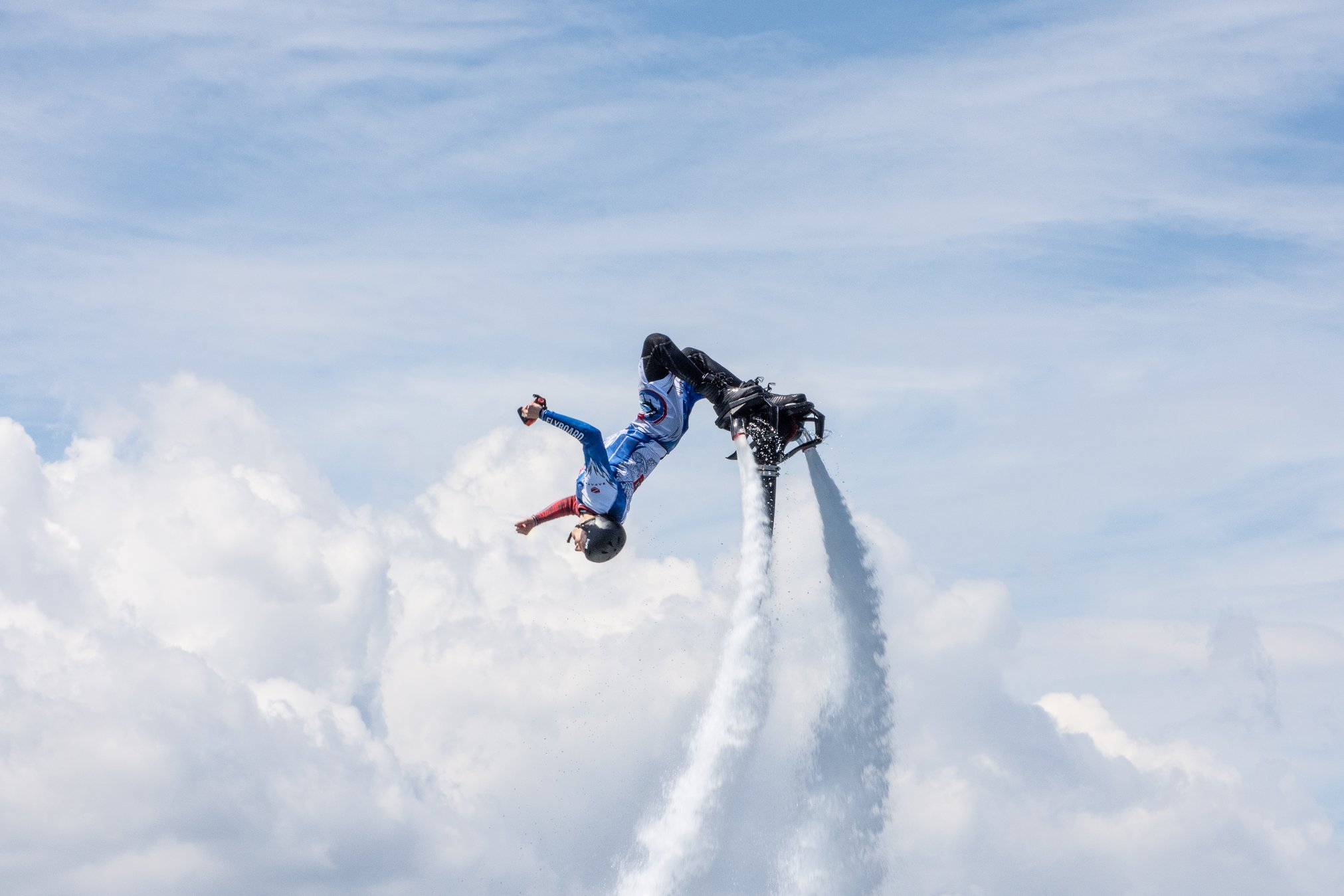
чемпионат мира на родине флайборда. Франция, Кавальер-сюр-Мер. 14-летний атлет из России Андрей Смирнов

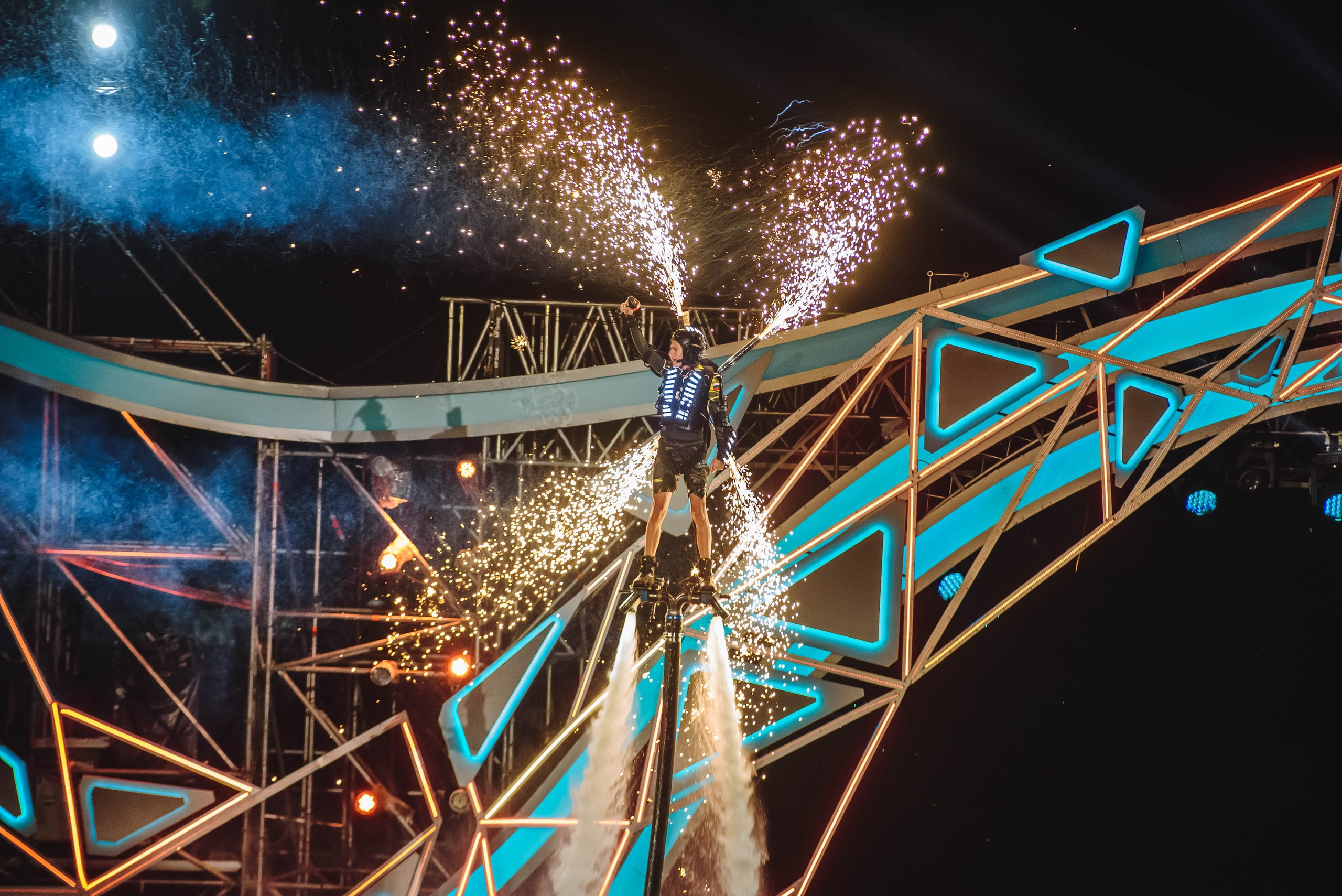
Нижний Новгород 2021, флайборд-шоу группы АССА под управлением Андрея Смирнова

Флайборд (англ. FlyBoard) — торговая марка продуктов компании Zapata Racing (Zapata Industries). Часто используется в качестве имени нарицательного приспособлений для занятия гидрофлайтом, представляющий собой полёты на специальном приспособлении в виде доски, ранца или иного типа, приводимого в движение за счёт реактивной силы потока воды, нагнетаемого подключённым к флайборду гидроциклом или создаваемой воздушно-реактивными двигателями, работающими на керосине и прикреплёнными к флайборду.

## Водный флайборд
Водный флайборд выпущен на рынок чемпионом по аквабайку, французом Фрэнком Сапатой, в 2011 году. Экспериментальные полеты, использующие этот принцип, производились в аэрокосмических лабораториях с 1950-х годов.
Флайборд можно отнести к артистическим видам спорта. Флайборд-райдер не управляет судном (гидроциклом), так как все элементы управления не задействованы, и водомет аквабайка выполняет лишь роль насоса. Маломерное моторное судно не является обязательным элементом, существуют автономные нагнетатели или береговые насосные станции, выполняющие необходимые функции. Определяющим признаком флайборда (гидрофлайта) как вида спорта является управление собственным телом в пространстве, движимым векторной реактивной тягой (гидрореактивной).
Флайбордист, летающий на доске, может подниматься на высоту до 23 м, выполнять различные трюки: сальто, вращения вокруг своей оси, повороты, зависания в воздухе, эффектные выходы и погружения. Классифицировано более трех десятков трюков и комбинаций.
Реактивный флайборд «Flyboard Air» сконструирован Фрэнком Запата в 2016 году. Он представляет собой летающую платформу, снабженную несколькими (от 4 до 6) воздушно-реактивными двигателями, работающими на керосине, с максимальной скоростью полета 150 км/ч, автономный полет на высоте до 3 км, время полета 10 мин.